# Thời luân đát-đặc-la
Pháp thời luân Kim Cang hay Thời luân đát-đặc-la (tiếng Phạn: कालचक्र, IAST: Kālacakra; tiếng Telugu: కాలచక్ర; tiếng Tạng: དུས་ཀྱི་འཁོར་ལོ།, Wylie: dus-kyi 'khor-lo), kala là "thời gian", chakra là "bánh xe", là một pháp tu thuộc về bộ Tối Thượng Du Dà của Mật Tông Tây Tạng.
Theo truyền thống, đức Phật Shakyamuni (Thích Ca) dạy Mật tông Kalachakra đã hơn 2800 năm ở miền Nam Ấn Độ; bây giờ là Andra Pradesh. Trong số những người hiện diện. Cao nhất có vua những đất miền Bắc của Shambala và 97 bộ trưởng. Sau đó những giáo huấn được bảo tồn ở kinh đô Shambala.
Ở thế kỷ thứ 10, hai vị thầy Ấn Độ đã đến kinh đô Shambala bằng hai lộ trình khác nhau. Suốt chuyến du hành, mỗi người có một linh kiến riêng về miền đất này và đã đón nhận sự trao truyền đầy đủ về quyền năng Kalachakra. Cũng như toàn thể những giáo huấn. Sau đó phát triển ở Ấn Độ theo những trình bày gần như giống nhau. Kalachakra là một trong những hệ thống Mật tông cuối cùng đã vượt trội trong lịch sử và nổi tiếng rất nhanh.
Trước tiên trong những tu viện đại học đồng bằng sông Hằng, sau đó ở Kashmir. Từ đây phát sinh 4 đường lối thực hành. Những vị thầy ở Ấn Độ và ở Kashmir cũng dạy Mật tông Kalachakra ở miền bắc Mayannma, Malaysia và Indonesia. Nhưng những giáo huấn này đã biến mất từ những miền này vào thế kỷ 14.
Cuối cùng, những vị thầy Ấn Độ trao truyền Mật tông Kalachakra vào Tây Tạng với sự dịch thuật của các dịch giả địa phương. Giữa thế kỷ 11 và 13, ba dòng chính trao truyền được hình thành. Mỗi dòng dạy tư liệu gốc khác nhau với bốn phiên bản Ấn Độ. Nhưng đã có những tiểu dị do dịch thuật những văn bản tiếng Tây Tạng.
Trong những dòng này, vẫn giữ lại phần nào đó sự kết hợp ba dòng nguyên thủy chính. Hơn nữa được duy trì cho đến thời đại chúng ta trong những trường phái Sakyapa, Kagyupa và Guélugpa.
Vì những người thuộc dòng Nyingma chỉ dựa những giáo huấn trên những văn bản Ấn Độ đã được du nhập vào Tây Tạng và được dịch trước đầu thế kỷ thứ 9. Nơi không tồn tại ở dòng truyền thừa trực tiếp Kalachakra.
Dù vậy, sau đó vài vị thầy Nyingma đã đón nhận lễ khai tâm Kalachakra từ những vị thầy ở những dòng khác. Đặc biệt là dòng Rimé hay phong trào không môn phái phát sinh ở thế kỷ 19. Cũng như những bình luận của tất cả những khía cạnh giáo huấn. Hơn nữa có sự biến dạng của hệ thống Kalachakra gọi là Dzogchen hay thực hành Đại toàn thiện. Và nhờ vào những người phái Gélugpa, hệ thống Kalachakra đã có tầm vóc quan trọng hơn.
Việc nghiên cứu, thực hành và những nghi thức Kalachakra. Trước tiên được đón nhận sự chú ý thật đặc biệt ở thế kỷ 15 ở Tashilhunpo (Trung Tây Tạng), tu viện của những Đạt lai lạt ma, sau đó trở thành những Panchenlama.
Gữa thế kỷ 17, giáo huấn lan rộng trong vùng người Mãn Châu gọi là "Nội Mông", nơi được dựng tu viện đầu tiên dành riêng cho Kalachakra. Giữa thế kỷ 18, có những trường Kalachakra ở cung đình Bắc Kinh, ở Tashilhunpo miền Amdo (Đông bắc Tây Tạng) và vùng gọi là "Ngoại Mông".
Suốt thế kỷ 19, người Tây Tạng và Mông Cổ đã truyền trao hệ thống Kalachakra cho người Bouriate (Mông Cổ Tây Bá Lợi Á). Đến phiên họ, đầu thế kỷ 20 họ trao truyền cho người Kalmouk (Mông Cổ miền Volga) và cho những người Touva (Thổ - Mông Cổ Tây Bá Lợi Á). Trong những vùng người Mông Cổ đã tràn ngập. Cũng như Amdo, những chi nhánh bao la những tu viện lớn được dành riêng cho thực hành Kalachakra.
Sự nồng nhiệt của những người Mông Cổ và người Tây Tạng ở Amdo đã làm pháp Kalachakra có thể tự bắt nguồn và đồng hóa những quốc gia tương ưng với những vùng huyền thoại Shambala.
Hơn một thế kỷ, người Nga bắt đầu tin vào sự hiện hữu của những miền đất này. Tiếp theo những quan hệ họ đã có với những người Bouriate và những người Kalmouk. Chính như thế bà Blavatsky và Nicolas Roerich mang đến cho Shambala vai trò chủ yếu trong phong trào huyền bí học họ sáng tạo ra như hội Thông thiên học và Agni Yoga.
Tương tự, Agvan Dordjé. Sứ giả người Bouriat của Đạt lai lạt ma thứ XIII ở triều đình Nga hoàng; đã thành công trong việc thuyết phục Nikolai II xây dựng ở Sankt-Peterburg một ngôi đền vinh danh Kalachakra. Sau khi giải thích những quan hệ giữa Nga và kinh đô Shambala.
Đồng thời Kalachakra đón nhận sự chú ý thật đặc biệt cho những học viện y học và chiêm tinh học của 4 trường phái Phật học Tây Tạng; ngay ở Tây Tạng, Mông Cổ và trong những vùng khác của Trung Á. Lý do quan tâm này đặt trên sự kiện dùng toán học để thiết lập lịch Tây Tạng. Quyết định vị trí những hành tinh khác biệt trong suốt một năm.
Cũng như phần lớn chiêm tinh học Tây Tạng và một phần không thể bỏ qua về sự hiểu biết y học Tây Tạng, xuất phát từ những giáo huấn Kalachakra bên ngoài và bên trong. Lịch Mông Cổ cũng xuất phát từ những giáo huấn Kalachakra bên ngoài và bên trong. Kalachakra có thể được xem là « thánh tổ » của những khoa học này.